# Mustafa Ould Salek
Mustafa Ould Salek —en árabe: المصطفى ولد محمد السالك‎— (Kifa, 1936-París, 19 de diciembre de 2012) fue un político de Mauritania, presidente de su país entre 1978 y 1979.

## Biografía
Fue designado comandante del ejército por quien fuera largo tiempo presidente, Moktar Ould Daddah, en febrero de 1978, en momentos en que el país enfrentaba una severa crisis económica y no lograba contener a la guerrilla saharaui del Frente Polisario, tras haber invadido el Sáhara Occidental en 1975 en alianza con Marruecos. El 10 de julio de 1978, Ould Salek dirigió un golpe de Estado militar contra el presidente Daddah, y fue designado jefe del Comité Militar para la Recuperación Nacional, la junta integrada por 20 personas que iba a gobernar el país.
Visto como profrancés y cuidadoso de no romper la alianza de su país con Marruecos, no consiguió hacer la paz con el Frente Polisario —que había reaccionado a la caída de Daddah declarando un cese del fuego unilateral, en el entendido de que Mauritania iba a intentar abandonar pacíficamente el conflicto—. Fracasó también en el manejo de la tensión racial entre los mauritanos negros del sur y los árabes del norte, discriminando notoriamente en favor de estos últimos, a los cuales él mismo pertenecía. Consecuentemente, pasó a encontrarse crecientemente aislado en el marco del régimen que presidía.
El 6 de abril de 1979, un segundo golpe de Estado, dirigido por los coroneles Ahmad Ould Bouceif y Mohamed Khouna Ould Haidalla redujo a Ould Salek a la condición de figura decorativa, como presidente de la nueva Junta reemplazante, el Comité Militar para la Salvación Nacional. El 3 de junio del mismo año, fue sustituido en dicho cargo por el coronel Mohamed Ould Louly.
Entre 1981 y 1984 estuvo encarcelado. En las elecciones del 24 de enero de 1992, se presentó como candidato a la presidencia de la República, obteniendo sólo el 4,25 % del total de los votos. Los comicios fueron ganados por el presidente Maaouya Ould Sid'Ahmed Taya, en medio de denuncias de fraude por parte de la oposición. 
Falleció el 19 de diciembre de 2012 en París a los 76 años de edad, tras haber sido ingresado unos días antes por el deterioro de su salud.
| Predecesor: Moktar Ould Daddah | Jefe de Estado de la República Islámica de Mauritania (Comité Militar de Renovación Militar) 1978 - 1979 | Sucesor: Mohamed Mahmoud Ould Louly |